# Libnotes bidentoides
Libnotes bidentoides là một loài ruồi trong họ Limoniidae. Chúng phân bố ở miền Australasia.